# William Cantilupe, 1. Baron Cantilupe
William Cantilupe, 1. Baron Cantilupe (auch William Cauntelo) (getauft 2. April 1262; † vor 6. August 1308) war ein englischer Adliger.
William Cantilupe war ein Sohn von Nicholas Cantilupe, Lord of Greseley und dessen Frau Eustache. Sein Vater war ein jüngerer Sohn von William de Cantilupe I gewesen, durch Heirat hatte er die Herrschaft Greseley (oder Greasley) in Nottinghamshire erworben. William wurde am 2. April 1262 in Lenton Abbey in Nottinghamshire getauft. Nach dem Tod seines Vaters erbte er dessen Besitzungen. Als kleinerer nordenglischer Baron übernahm er mehrere lokale Ämter, diente in der Grenzverteidigung zu Schottland und nahm an mehreren Feldzügen des Ersten Schottischen Unabhängigkeitskriegs teil. Am 29. Dezember 1299 wurde er als Baron Cantilupe in das Parlament berufen.
Cantilupe hatte vor 1285 in erster Ehe Maud d’Arches, eine Tochter von Osbert d’Arches und dessen Frau Maud geheiratet. In zweiter Ehe heiratete er Eve Boltby († nach 1314), die frühere Frau von Alan of Walkingham und Tochter von Adam de Bolteby. Mit ihr hatte er mindestens zwei Söhne:
- William Cantilupe, 2. Baron Cantilupe († um 1321)
- Nicholas Cantilupe, 3. Baron Cantilupe (um 1301–1355)[2]